# Kellgren & Hammarling

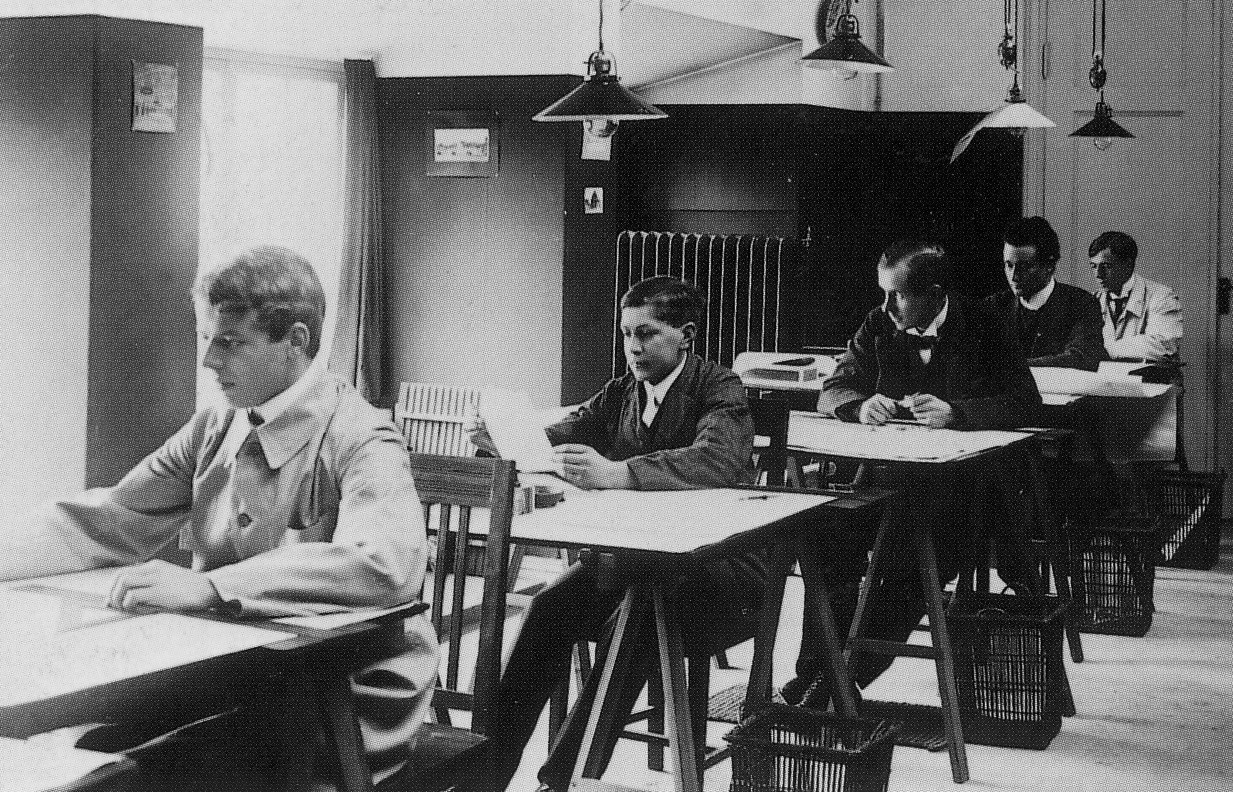
Kellgren och Hammarlings ritkontor 1913. Längst bak sitter Edvin Engström

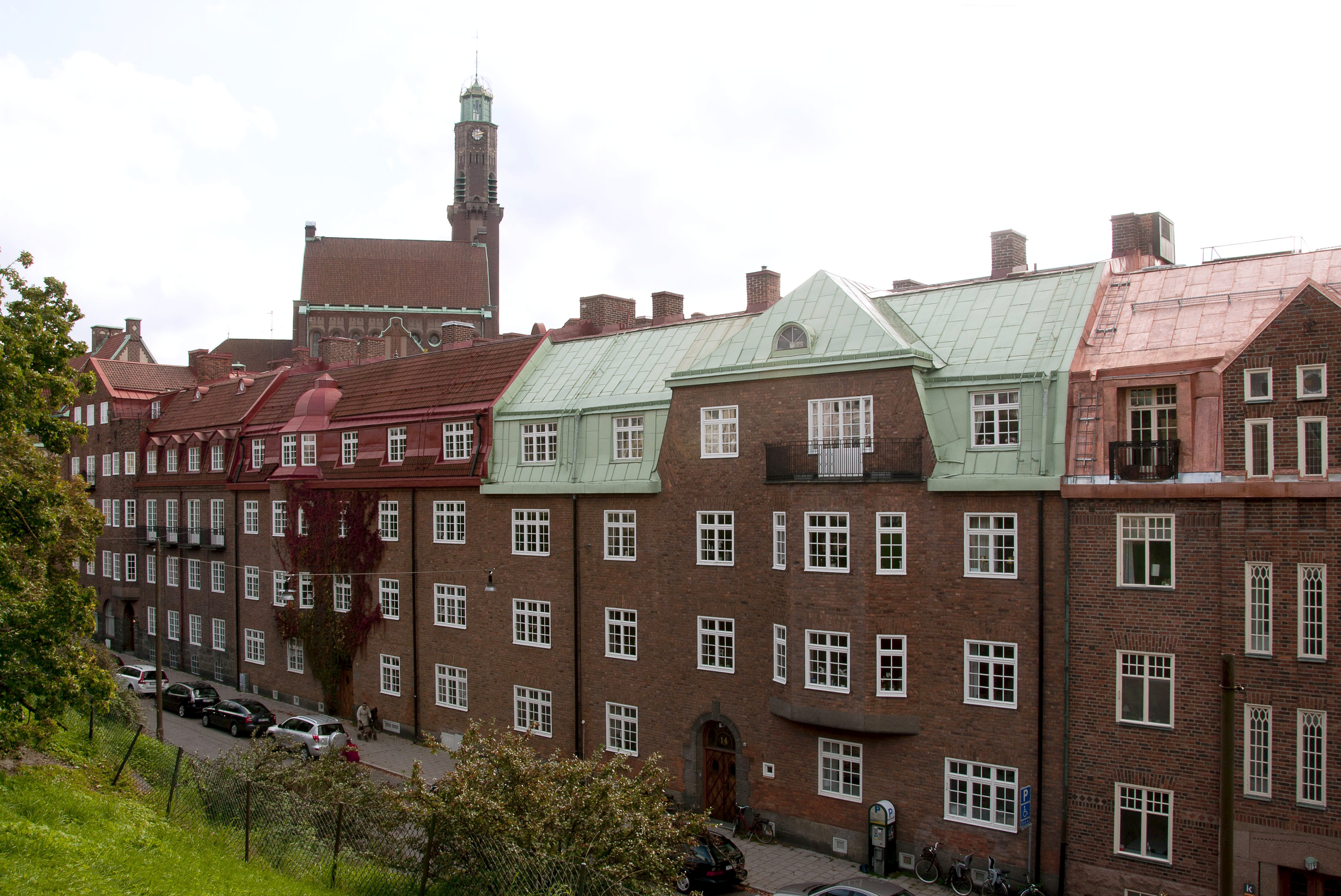
Östermalmsgatan 14 & 16

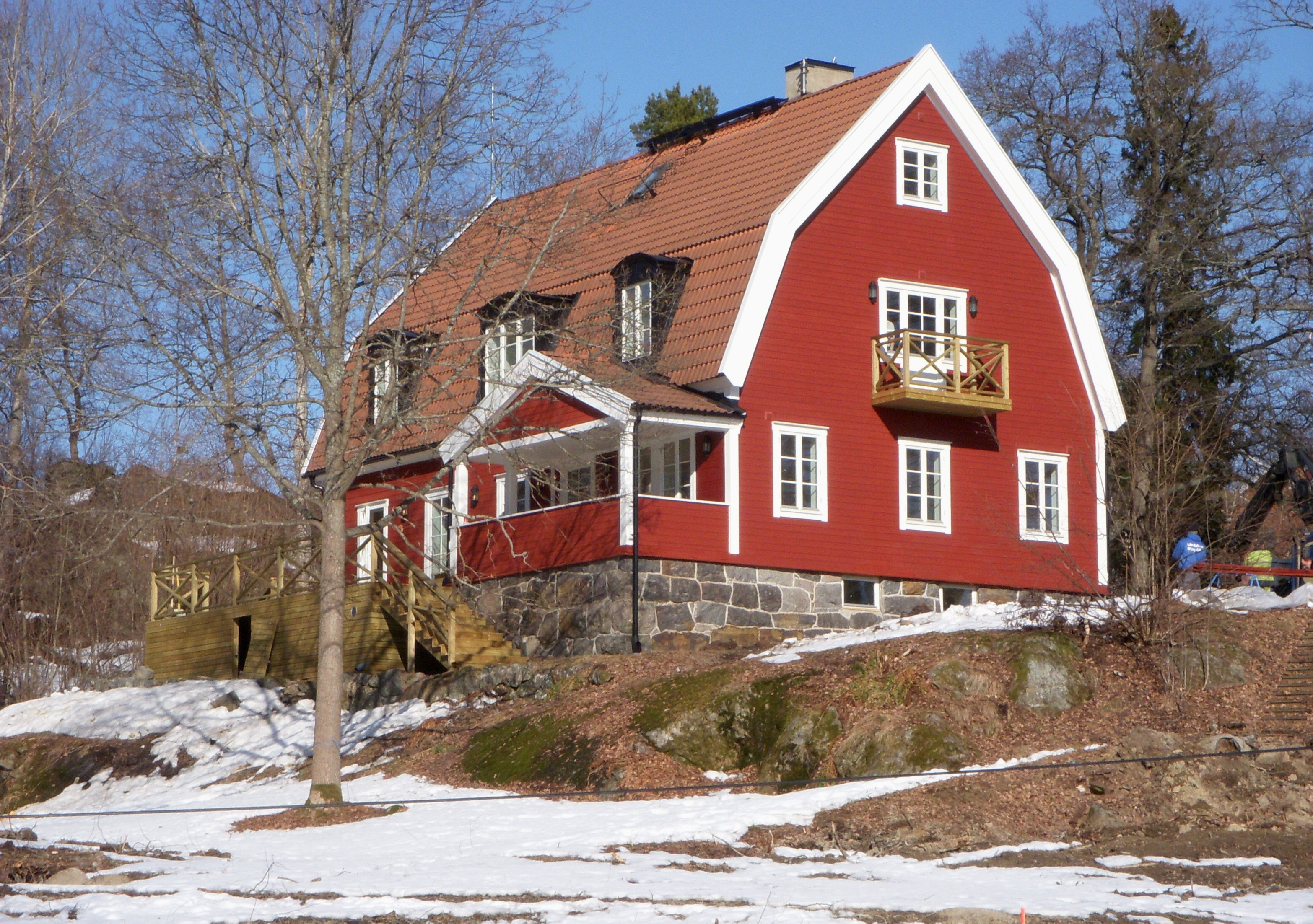
Rödkinda barnhem, Jällö 9

Kellgren & Hammarling var en arkitektfirma i Stockholm. Kontoret som var verksamt mellan 1909 och 1918 drevs av arkitekterna Theodor Kellgren och Hjalmar Hammarling.

## Förteckning över uppförda byggnader i Stockholm (urval)[3]
| Fastighet         | Gata                                        | Byggnadsår |
| ----------------- | ------------------------------------------- | ---------- |
| Asken 16          | Birger Jarlsgatan 40, Eriksbergsgatan 1     | 1918-19    |
| Bergamotträdet 10 | Kungsholmstorg 13, Garvargatan 18           | 1913-15    |
| Lindormen 21      | Styrmansgatan 15-17                         | 1913-14    |
| Sidensvansen 3    | Östermalmsgatan 14                          | 1916-17    |
| Sidensvansen 4    | Östermalmsgatan 16                          | 1916-17    |
| Sturen Mindre 7   | Katarina Västra Kyrkogata 4                 | 1914-15    |
| Sturen Mindre 9   | Katarina Västra Kyrkogata 8, Kapellgränd 19 | 1914-15    |
| Tor 2             | Vanadisvägen 26                             | 1913-15    |
| Tor 8             | Upplandsgatan 91                            | 1913-14    |